# Lajeado Micuim
Lajeado Micuim é um dos quatorze distritos rurais do município brasileiro de Santo Ângelo, no Rio Grande do Sul.